# Remember the Time
〈Remember the Time〉은 미국의 싱어송라이터 마이클 잭슨의 1992년 싱글이다. 이 곡은 1992년 1월 14일 에픽 레코드에 의해 잭슨의 여덟 번째 스튜디오 음반인 《Dangerous》의 두 번째 싱글로 발매되었다. 테디 라일리, 잭슨, 버나드 벨이 작사, 작곡을 맡았으며 라일리와 잭슨이 프로듀싱을 맡았다. 그 노래의 가사는 누군가와 사랑에 빠졌던 것을 기억하는 것에 대해 쓰여 있다.
〈Remember the Time〉는 일반적으로 동시대 비평가들에게 좋은 평가를 받았다. 이 곡은 빌보드 핫 100에서 3위, 빌보드 핫 R&B 싱글과 메인스트림 톱 40 차트에서 1위를 차지하며 상업적으로 성공을 거두었다. 미국 음반 산업 협회로부터 플래티넘 인증을 받았다. 국제적으로 이 노래는 뉴질랜드에서 1위, 스페인에서 2위, 영국에서 3위를 정점으로 9개국에서 톱 10 히트곡이었다.
"단편 영화"로 마케팅된 존 싱글턴이 감독한 9분짜리 뮤직 비디오가 이 곡을 위해 공개되었다. 이 비디오는 고대 이집트를 배경으로 잭슨, 에디 머피, 이만 압둘마지드, 톰 리스터 주니어, 매직 존슨 등이 출연했다. 그것은 비디오 음반인 《Dangerous: The Short Films》, 《Video Greatest Hits – HIStory》, 《Michael Jackson's Vision》에 등장했다. 이 뮤직 비디오는 《Dangerous》의 다른 비디오들과 함께 MTV에서 자주 보여졌다.

## 배경
〈Rember the Time〉은 테디 라일리, 마이클 잭슨, 버나드 벨이 작사, 작곡을 했고 라일리와 잭슨이 프로듀싱을 맡았다. 그것은 레코드 원 스튜디오에서 녹음되었다. 1992년 1월 14일 마이클 잭슨의 여덟 번째 스튜디오 음반인 《Dangerous》의 두 번째 싱글로 발매되었다. 〈Remember the Time〉는 3분 59초 길이다. 이 곡의 음악은 잭슨의 1979년 《Off the Wall》 음반에 수록된 싱글 〈Rock with You〉와 비교되었다.
공동 작곡가 테디 라일리는 1996년 《로스앤젤레스 타임스》 인터뷰에서 잭슨이 곧 아내가 될 데비 로우와 사랑에 빠졌다는 이야기를 듣고 영감을 받아 곡을 썼다고 말했다. 그러나 2011년 트위터의 한 팬에게 보낸 답변에서 라일리는 이 노래가 로우에 관한 노래라는 것을 부인했다. 다른 이들은 1992년 싱글이 처음 발매되었을 때 잭슨이 다이애나 로스에게 이 노래를 헌정했다고 언급했다.

## 차트 성과
〈Remember the Time〉은 싱글 발매 7주 만인 1992년 3월 7일 빌보드 핫 100에서 3위로 정점을 찍었다. 3월 7일 R&B/힙합 송 1위, 1992년 4월 4일 댄스/클럽 플레이 송 2위, 같은 해 3월 21일 어덜트 컨템포러리 15위 등 다른 《빌보드》 차트에서도 비슷한 성공을 거두었다. 이 곡은 빌보드 핫 댄스 뮤직/맥시 싱글 세일즈에서 2위를 차지했다. 1992년 3월 미국에서 50만 장 이상의 출하량으로 미국 음반 산업 협회에 의해 골드 인증을 받았다. 이 노래는 발매 당시 모든 주요 지역에서 20위 안에 들며 국제적으로도 비슷한 상업적 성공을 거두었다. 영국에서는 1992년 2월 15일 〈Rember the Time〉이 6위로 차트에 처음 진입했다. 그 다음 주 2월 22일, 이 곡은 3위로 정점을 찍었고, 총 8주 동안 차트에 머물렀다.
〈Remember the Time〉은 2월 23일 뉴질랜드 차트에서 3위로 첫 진입하며 2주 연속 1위를 차지했다. 그것은 네덜란드와 스위스에서 4위로 정점을 찍었다. 이 곡은 프랑스, 호주, 스웨덴, 이탈리아, 노르웨이 차트에서도 5위, 6위, 8위, 10위에 올랐다. 그것은 오스트리아에서 16위로 정점을 찍으며 상위 20위 안에 들었다. 2006년 잭슨의 비전 캠페인에 재발행된 〈Remember the Time〉은 2006년 5월 14일 스페인 차트 2위에 올랐다. 2009년 6월 잭슨의 죽음 이후, 그의 음악은 인기가 급상승했다. 영국에서는 7월 11일 차트에 81위로 재진입했다.

## 뮤직 비디오
〈Remember the Time〉의 뮤직 비디오는 1992년 1월 유니버설 스튜디오 할리우드 백샷에서 촬영되었다. 비디오가 공개되기 전, 잭슨의 음반 레이블은 영상을 만드는 비하인드 클립을 공개하며 홍보했다. 이 9분짜리 비디오는 "단편 영화"로 홍보되었다. 1992년 2월 2일 ABC, NBC, FOX, BET에서 초연되었다. 이 비디오가 MTV에서 처음 공개된 후, 이 채널은 "More Dangerous Than Ever"라는 제목의 "록커멘터리"를 방영했는데, 여기에는 이 비디오의 제작 과정이 포함되어 있었다. 잭슨의 음반사는 이 비디오의 예산 수치를 공개하지 않았다. 존 싱글턴이 연출하고 파티마 로빈슨이 안무한 이 비디오는 정교한 제작이었으며 잭슨의 가장 긴 비디오 중 하나가 되었다. 이 영화는 고대 이집트를 배경으로 하며, 에디 머피, 이만 압둘마지드, 페르사이드, 매직 존슨, 톰 리스터 주니어, 와일리 드레이퍼가 TV용 영화 《The Jacksons: An American Dream》에서 잭슨을 어른으로 묘사한 획기적인 시각 효과와 출연을 특징으로 했다.
비디오에서 잭슨은 후드를 쓴 마법사로 등장해 이집트 왕궁에 들어가 파라오의 지루해하는 여왕을 즐겁게 해주려고 한다. 두 명의 다른 연예인들이 실패했고, 그녀는 그들을 처형하도록 보냈다. 여왕은 마법사가 저글링을 하거나 불을 먹는 대신 다르다는 것을 알고 왕좌로 올라가 그녀에게 노래를 부르며 "remembers the time(그때를 기억하느냐)"고 묻는다. 파라오(머피)는 이 움직임을 거의 인식하지 못하고 그의 경호원들을 소환한다. 잭슨은 다른 방으로 도망가 파라오의 하인들과 함께 이집트 스타일의 정교한 안무를 시작한다. 경비원들이 그를 발견했을 때, 잭슨은 황금 모래로 변한다. 영상에서 잭슨은 금색 새틴으로 만든 의상을 입고 있었다. 그는 금색 체인 우편물을 입고, 남성용 띠가 달린 흰색 치마와 검은색 바지와 검은색 부츠를 신고 있었다. 이 비디오는 《Dangerous》 음반의 다른 비디오의 중심이 된 물리적으로 복잡한 댄스 루틴을 특징으로 한다.
뮤직 비디오는 음악 평론가들로부터 대체적으로 좋은 평가를 받았다. 《엔터테인먼트 위클리》의 이라 로빈스는 〈Remember the Time〉 비디오를 "거대한 고대 이집트의 화려한 오락물"이라고 묘사했다. 뮤직 비디오는 비디오 음반인 《Dangerous: The Short Films》, 《Video Greatest Hits – HIStory》 및 《Michael Jackson's Vision》에 수록되었다. 이 뮤직 비디오는 《Dangerous》의 다른 비디오들과 함께 MTV에서 자주 보여졌다.

## 곡 목록
미국 CD 맥시 싱글
1. "Remember the Time (Silky Soul 7" Mix)" – 4:21
2. "Remember the Time (New Jack Radio Mix)" – 4:00
3. "Remember the Time (12" Main Mix)" – 4:47
4. "Remember the Time (E-Smoove's Late Nite Mix)" – 7:20
5. "Remember the Time (Maurice's Underground Mix)" – 7:29
6. "Black or White (Clivillés & Cole Radio Mix)" – 3:33
7. "Black or White (House With Guitar Radio Mix)" – 3:53
8. "Black or White (Clivillés & Cole House/Club Mix)" – 7:33
9. "Black or White (The Underground Club Mix)" – 7:30

## 인증
| 국가                                                            | 인증     | 판매량/출하량 |
| --------------------------------------------------------------- | -------- | ------------- |
| 오스트레일리아 (ARIA)                                           | 골드     | 35,000^       |
| 영국 (BPI)                                                      | 실버     | 200,000       |
| 미국 (RIAA)                                                     | 플래티넘 | 1,000,000     |
| ^출하량을 기반으로 한 인증 · 판매량+스트리밍을 기반으로 한 인증 |          |               |